# Гоце Нисторов
Гоце Нисторов или Несторов с псевдоними Крецовски, Млади Павле и малкия Павле е български революционер, войвода на Вътрешната македоно-одринска революционна организация.

## Биография
Нисторов е роден в кукушкото село Крецово, тогава в Османската империя, днес Хоригио, Гърция. Влиза във ВМОРО, покръстен от Михаил Апостолов. Четник е при Григор Тотев, по-късно десетар при Кръстьо Асенов и като такъв участва в битката край Арджанското езеро, а след смъртта му по време на Илинденско-Преображенското въстание става самостоятелен войвода в Кукушко. На 12 септември четите на Апостол войвода, Иванчо Карасулията и кукушката чета на Гоце Нисторов, общо 103 души, се сражават на връх Гъндач в Паяк с 1200 турски войници. Води няколко сражения. През август в Арджанския гьол се стига до разрив между Трайко Гьотов и Гоце Нисторов и четата им се разделя на две, след което на 18 август четата на Нисторов води сражение при Аматовската гара.
След въстанието заминава за България, където умира в 1905 година.